# جو وارد (لاعب كرة سلة)
جو وارد (21 يناير 1963 في الولايات المتحدة - ) (بالإنجليزية: Joe Ward)‏ هو لاعب كرة سلة أمريكي في مركز هجوم صغير الجسم. لعب مع Clemson Tigers ‏.

## وصلات خارجية
- جو وارد على موقع سبورتس رفرنس (الإنجليزية)
- جو وارد على موقع الدوري الإسباني لكرة السلة (الإسبانية)
- جو وارد على موقع كلية كرة السلة في سبورتس رفرنس.كوم (الإنجليزية)
- جو وارد على موقع ريلجم (الإنجليزية)
- جو وارد على موقع بروبوليرز (الإنجليزية)
- جو وارد على موقع سبورتس رفرنس (الإنجليزية)